# Rami Machluf
Rami Machluf (arabisch رامي مخلوف, DMG Rāmī Maḫlūf; auch Makhlouf; * 10. Juli 1969 in Damaskus) ist ein syrischer Geschäftsmann und Cousin des ehemaligen Präsidenten Baschar al-Assad. Zu Beginn des syrischen Bürgerkriegs im Jahr 2011 galt Machluf als einer der reichsten und mächtigsten Männer Syriens.

## Frühes Leben und Ausbildung
Rami Machluf wurde 1969 geboren und schloss 1993 sein Studium des Bauingenieurwesens an der Universität Damaskus ab. Er ist über seine Tante Anisa Machluf, der Ehefrau des verstorbenen syrischen Präsidenten Hafiz al-Assad, mit der Assad-Familie verwandt. Er ist ein Cousin ersten Grades des syrischen Präsidenten Baschar al-Assad.

## Geschäftstätigkeit
Machluf kontrollierte den syrischen Mobilfunkanbieter SyriaTel und ist Eigentümer der syrischen Fluggesellschaft Cham Wings Airlines. Er ist Hauptanteilseigner der Cham Holding, die Syrian Pearl Airlines kontrolliert, die erste private Fluggesellschaft die im Land zugelassen wurde. Analysten zufolge konnte vor dem syrischen Bürgerkrieg im Jahr 2011 ohne sein Einverständnis kein ausländisches Unternehmen Geschäfte in Syrien machen. Im Jahr 2019 kontrollierte er etwa 50 % bis 60 % der Wirtschafts Syriens. Das Privatvermögen von Rami Machluf und dessen Bruder Ihab wurde 2006 auf etwa drei Milliarden US-Dollar geschätzt. Auch mit Stand 2020 gilt die Familie Machluf als reichste Familie Syriens. Außer SyriaTel ist Rami im Rahmen der Familiengeschäfte auch an Immobilien- und Bankgeschäften, Freihandelszonen entlang der Grenze zum Libanon, Duty-free-Shops und Luxuskaufhäusern beteiligt, außerdem kontrollieren die Machlufs den Import von Tabak. Rami Machluf besitzt außerdem ausgedehnte Ländereien auf den US-amerikanischen Jungferninseln, die auch schon Gegenstand von Gerichtsverhandlungen waren. Als Ergebnis dieser Auseinandersetzungen wurde die Kontrolle über das US-Geschäft der Familie seinem Bruder Ihab übertragen. Außerdem ist er Eigentümer der syrischen Tageszeitung al-Watan.
Zeitweise kontrollierte Machluf während der 2000er Jahre auch den Import von Automobilen von Mercedes-Benz, den er den Gebrüdern Sanqar abrang, die seit den 1960ern die offiziellen Repräsentanten von Mercedes-Benz in Syrien waren. Als die Sanqars sich weigerten, den Import abzugeben, konnte Machluf durch seine Kontakte den syrischen Staat dazu bewegen, unter Ausnutzung einer Gesetzeslücke die Lieferungen von Ersatzteilen an die Sanqars zu unterbinden. Mercedes-Benz stoppte als Reaktion auf den Streit sämtliche Aktivitäten in Syrien, bis der Streit geklärt war, mittlerweile wird der Import wieder von den Gebrüdern Sanqar kontrolliert.
Zusammen mit Mahir al-Assad betreibt Rami Machluf eine Reihe verschiedener Projekte im Libanon. Es gibt Berichte über Spannungen zwischen den beiden, die als Ursache dafür angesehen werden, dass die Familie Machluf Teile ihres Geschäfts 2005 nach Dubai verlagert hat. Manche Beobachter führen diesen Transfer auch darauf zurück, dass die Machlufs besorgt darüber gewesen seien, im Rahmen einer propagandistischen Antikorruptionskampagne als Sündenbock geopfert zu werden.

## Privates
Seine Ehefrau heißt Razan Othman. Machluf, der als Symbol der Korruption des Assad-Regimes galt, wurde während der Proteste in Syrien 2011 zur Zielscheibe heftiger Kritik und beendete daraufhin im Juni 2011 seine Geschäftstätigkeiten weitgehend. Er lebt seitdem in Dubai. Machlufs Söhne, Ali und Mohammed Machluf, tauchen aufgrund ihres luxuriösen Lebensstils in den Medien auf.
Machlufs im Ausland angelegtes Vermögen wurde im Jahr 2020 auf über 10 Milliarden US-Dollar geschätzt.
Machluf erkaufte sich nach Presseberichten 2010 die Staatsbürgerschaft der Republik Zypern und war damit EU-Bürger. Die Staatsbürgerschaft wurde 2013 durch einen Entschluss des zypriotischen Kabinetts widerrufen. Er beantragte ebenfalls die österreichische Staatsbürgerschaft, wurde allerdings abgelehnt.

## Korruptionsvorwürfe
Rami Machluf pflegt ein enges Verhältnis zu seinem Cousin Baschar al-Assad und zu dessen Geschwistern Buschra und Mahir, mit dem er auch geschäftlich zusammenarbeitete. Unter politischen Beobachtern ist weitestgehend unstrittig, dass Machluf seinen großen Reichtum in erster Linie seiner engen Verbundenheit mit dem syrischen Regime verdankt. So wird berichtet, dass Baschar al-Assad sich, bevor er Präsident wurde, sogar während offizieller Treffen um Kontakte für ihn bemühte. In den Depeschen, die Wikileaks während der sogenannten Cablegate-Affäre Ende 2010 veröffentlichte, wird Machluf als mächtiger „regime financier“ bezeichnet.
Die Verhaftung und mehrjährige Haftstrafe für den syrischen Dissidenten Riad Seif steht im Zusammenhang mit dessen Kritik an Rami Machluf. Seif, Parlamentsabgeordneter und einer der vehementesten Regierungskritiker Syriens, wurde im Rahmen des Damaszener Frühlings 2001 durch seine scharfe Kritik auch über die Landesgrenzen hinaus bekannt. Trotz diverser Hinweise des syrischen Regimes, sich zurückzuhalten, startete er im September 2001 eine Kampagne gegen korrupte Praktiken bei der Vergabe der beiden GSM-Lizenzen, von denen eine an Machlufs SyriaTel vergeben worden war. Seifs Immunität wurde kurz darauf aufgehoben, er wurde festgenommen und für fünf Jahre eingesperrt. In Anlehnung an diese und andere Geschäftspraktiken Machlufs hat sich für den intransparenten Privatisierungsprozess unter Baschar al-Assad, bei dem Vetternwirtschaft an der Tagesordnung war, in Syrien der Begriff „Ramifizierung“ eingebürgert.
Machluf wird weiterhin vorgeworfen, im Libanon mit Hilfe des Geschäftsmannes Pierre Fattouch illegale Umleitungen libanesischer Telefonate zugunsten von SyriaTel vorgenommen zu haben.
Nach Informationen des WeltN24 ist er der reichste Syrer. 2008 sanktionierte das US-Finanzministerium ihn, US-Firmen dürfen mit Machluf keine Geschäfte machen. Des Weiteren sind seine Einlagen eingefroren, weil er sich auf Kosten des syrischen Volkes bereichert habe.
Bis Ende 2011 war Machluf Mitglied im Ehrenrat der Organisation Deutsch-Arabische Freundschaftsgesellschaft, die er laut einem Bericht von Spiegel Online auch mit finanziellen Zuwendungen bedacht hatte.
Machlufs Name tauchte 2015 im Rahmen der Swiss-Leaks Untersuchung auf. 2016 wurde er in die Panama Papers verwickelt, in denen seine Kontrolle über Syriens nationale Industrien detailliert beschrieben wurde. 2017 tauchte sein Name im Zusammenhang mit den sogenannten Paradise Papers, die Steuervermeidungstaktiken der Superreichen aufdecken, auf.

## Rolle im Syrischen Bürgerkrieg
Von der Opposition wurde Machluf als Symbol der grassierenden Korruption und des Neopatrimonialismus in Syrien wahrgenommen. Bei den Protesten in Syrien 2011 beschimpften ihn Demonstranten in Darʿā als „Dieb“. Einige Oppositionsaktivisten beschuldigten Machluf während des syrischen Bürgerkriegs, regierungsfreundliche Demonstrationen in Syrien und im Ausland zu finanzieren, indem er Fahnen, Mahlzeiten und Geld für die Teilnehmer bereitstellte. Machluf soll laut Opposition die Syrische Elektronische Armee finanziert und deren Verlegung aus Syrien in eine seiner Firmen in Dubai eingefädelt haben.
Machluf, der schon früher als einer der Hardliner des Regimes bekannt war, äußerte sich am 9. Mai 2011 gegenüber der New York Times kämpferisch und warnte davor, dass im Falle eines Sturzes des Regimes Krieg und religiös motivierte Gewalt wie im Irak drohen würden. Er kündigte an, dass das Regime schlimmstenfalls bis zum Ende kämpfen würde:

„Die Entscheidung der Regierung ist jetzt, dass sie entschieden haben zu kämpfen. […] Wir werden nicht weggehen, auf unserem Boot davonfahren, spielen gehen, wissen Sie. Wir werden hier sitzen. Wir nennen es einen Kampf bis zum Ende. Sie [die Demonstranten; Anm.] sollten wissen, wenn wir leiden, werden wir nicht alleine leiden.“

Am 10. Mai 2011 setzte die Europäische Union ihn auf ihre Sanktionsliste, da er „die Regierung finanziert und [dadurch] Gewalt gegen Demonstranten ermöglicht“.
Am 16. Juni 2011 erklärte Machluf wegen der anhaltenden Proteste, dass er seine Geschäftstätigkeiten beenden, große Teile seiner Beteiligungen verkaufen und sich zukünftig der Wohlfahrt widmen werde. Sein Versuch, Teile seiner Aktien zu verkaufen und das Geld an „Angehörige der Opfer der Unruhen“ zu verteilen, scheiterte. Machluf verließ daraufhin das Land und lebt seitdem in Dubai.
Während des syrischen Bürgerkriegs wurden vier Tonnen Haschisch in Ägypten konfisziert, die sich in Kartons befanden, auf denen der Name einer seiner Firmen stand; laut einem Medienbericht, der sich auf mehrere Quellen beruft, ist ein Konsortium von Rami Machluf für Tarnung und Export von Drogen aus Syrien, bspw. aus Kusseir, verantwortlich.
Am 24. Dezember 2019 beschlagnahmten syrische Behörden Machlufs Vermögenswerte wegen des Vorwurfs verschiedener Zollvergehen und daraus erwachsener Verbindlichkeiten von etwa 21 Millionen US-Dollar gegenüber dem syrischen Staat.
Im April und im Mai 2020 veröffentlichte Machluf mehrere Videobotschaften auf Facebook, in der er die syrische Regierung sowie seinen Cousin Baschar al-Assad darum bat, zu verhindern, dass die syrischen Behörden einen weiteren Teil seines Vermögens einziehen. Außerdem verteidigte er sich gegen den Vorwurf der Steuerhinterziehung und warnte vor dem Zusammenbruch von SyriaTel. Noch im Mai gab das syrische Finanzministerium bekannt, 230 Milliarden syrische Pfund (umgerechnet 120 Millionen Euro) aus Machlufs Vermögen zu beschlagnahmen. Im Mai 2020 verhängte ein syrisches Gericht ein vorübergehendes Reiseverbot gegen Machluf. Im Juni 2020 kündigte die syrische Regierung die Duty-Free-Verträge in allen Häfen und an allen Grenzübergängen mit Unternehmen, die mit Machluf verbunden sind.
Im Jahr 2020 übernahm Asma al-Assad die von Machluf geleiteten Hilfsorganisationen. Durch die Sanktionen ist es eine der wenigen Möglichkeiten, legal Geld ins Land zu bekommen. Die Gelder der Organisation werden dann an Familien verteilt, deren Ernährer im Bürgerkrieg für Assad gefallen sind.